# 伊比卡拉伊
伊比卡拉伊（葡萄牙語：Ibicaraí）是巴西巴伊亚州的一个市镇。总面积217.914平方公里，总人口24540人，人口密度112.6人/平方公里。